# Sojus 6
Sojus 6 ist die Missionsbezeichnung für den am 11. Oktober 1969 gestarteten Flug eines sowjetischen Sojus-Raumschiffs. Es war der 14. Flug im sowjetischen Sojusprogramm.

## Besatzung

### Hauptbesatzung
- Georgi Stepanowitsch Schonin, (1. Raumflug), Kommandant
- Waleri Nikolajewitsch Kubassow (1. Raumflug), Bordingenieur

Schonin gehörte zur ersten Kosmonautengruppe der Sowjetunion, Kubassow war ziviler Ingenieur des Zentralen Konstruktionsbüros des Experimentellen Maschinenbaus.
Ursprünglich war der Wissenschaftskosmonaut Wladimir Fartuschnui ebenfalls für den Flug vorgesehen. Er stammte aus dem Paton-Institut und war Experte für das Vulkan-Schweißgerät. Letztendlich wurde die Mannschaft von drei auf zwei Raumfahrer reduziert, und Fartuschnui auf einen späteren Flug angesetzt. Nach einem im Jahre 1971 erlittenen Autounfall schied er 1973 aus der Kosmonautengruppe aus, ohne einen Raumflug absolviert zu haben.
Die Mannschaft begann ihr Training am 10. April 1969.

### Ersatzbesatzung
- Wladimir Alexandrowitsch Schatalow, Kommandant
- Alexej Stanislawowitsch Jelissejew, Bordingenieur

Als Ersatzleute für Sojus 6, Sojus 7 und Sojus 8 waren zuerst Kuklin, Gretschko, Chrunow und Kolodin nominiert. Im Sommer 1969 gab es jedoch einschneidende Änderungen. Kuklin wurde nach einem Zentrifugentest als nicht flugtauglich eingestuft und Chrunow wegen eines Autounfalls mit Fahrerflucht aus der Mannschaft genommen. Nikolajew als designierter Sojus-8-Kommandant überzeugte während des Trainings nicht und wurde im August durch Schatalow ersetzt, ebenfalls Nikolajews Bordingenieur Sewastjanow durch Jelissejew. Schatalow und Jelissejew wurden schließlich als Ersatzmannschaft für Sojus 6 eingeteilt.

## Vorbereitung
Nach dem erfolgreichen Doppelflug von Sojus 4 und Sojus 5 war erstmals nun ein Dreifachflug mit Sojus 6, Sojus 7 und Sojus 8 geplant. Im Unterschied zur vorigen Mission war dabei ein Umstieg von einem Raumschiff in das andere nicht vorgesehen. Neu dabei war, dass Kopplung und Abkopplung von einem dritten Raumschiff aus gefilmt werden sollten. Sojus 6 war im Gegensatz zu Sojus 7 und Sojus 8 nicht mit einem Annäherungssystem oder einem Kopplungsadapter ausgerüstet.
Die USA hatten zu dieser Zeit mit Apollo 11 bereits eine bemannte Mondlandung durchgeführt, bei drei Flügen waren Astronauten vom Apollo-Raumschiff durch einen Tunnel in die Mondfähre umgestiegen.
Im Orbitalmodul war das Gerät Vulkan eingebaut, mit dem Schweißarbeiten in der Schwerelosigkeit und im Vakuum vorgenommen werden konnten. Das Gerät war vom Paton-Institut in Kiew entwickelt worden. Ein weiterer Apparat an Bord von Sojus 6 war Swinets, eine Einrichtung, mit der man den Start von Interkontinentalraketen beobachten konnte. Als Annäherungssystem war zuerst das Kontakt-Gerät vorgesehen. Da dieses jedoch noch nicht fertig war, wurde auf das bestehende System Igla zurückgegriffen.
Noch nie zuvor waren drei Raumschiffe gleichzeitig im All gewesen. Hinsichtlich Bahnverfolgung und Funkverkehr stellte das neue Anforderungen an die sowjetischen Bodenstationen. Zusätzlich zu den Funkstationen auf sowjetischem Gebiet wurde das Kommunikationsschiff Kosmonaut Wladimir Komarow eingesetzt.
Im September hatte es eine Ruhr-Epidemie in Baikonur gegeben. Die Kosmonauten hielten sich in isolierten Bereichen auf und nur Personen, die keine Symptome zeigten, durften sich ihnen nähern.

## Missionsverlauf

### Start
Schonin und Kubassow starteten mit Sojus 6 am 11. Oktober 1969 von Rampe 31 in Baikonur. Wie in der Sowjetunion üblich wurde die Mission erst nach dem geglückten Start bekanntgegeben, in den Pressemitteilungen war von den beiden anderen Raumschiffen noch nicht die Rede.
In den ersten beiden Tagen, vor dem Start von Sojus 8, wurden biomedizinische Experimente durchgeführt, unter anderem Messungen am Innenohr. Außerdem fotografierten die Kosmonauten die Erde. In der Nacht vom 12. Oktober wurden von Baikonur insgesamt drei Interkontinentalraketen vom Typ R16 gestartet. Schonin beobachtete die Leuchtspuren mit dem Swinets-Apparat.

### Missglücktes Kopplungsmanöver
Nachdem mit jeweils einem Tag Abstand Sojus 7 und Sojus 8 gestartet waren, konnten mit verschiedenen Kurskorrekturen die Umlaufbahnen der drei Raumschiffe angeglichen werden. Kubassow in Sojus 6 und Jelissejew in Sojus 8 benutzten einen neuen Sextanten, um unabhängig von den Bodenstationen die Bahn zu bestimmen.
Am 14. Oktober begann Sojus 8, sich an Sojus 7 anzunähern. Das automatische Annäherungssystem Igla erfasste das Ziel jedoch nicht korrekt. Spätere Manöver mit Handsteuerung blieben erfolglos. Während der Nacht drifteten die Raumschiffe auseinander, so dass am nächsten Tag wertvolle Zeit verstrich, bis die Umlaufbahnen wieder angeglichen werden konnten. Es gelang Sojus 8 nicht, sich an Sojus 7 anzunähern oder zu koppeln. Zeitweise versuchten Schonin und Kubassow, ihre Sojus 6 mit Handsteuerung an Sojus 7 anzunähern, obwohl ihr Raumschiff nicht mit einem Kopplungsadapter ausgerüstet war. Die minimale Entfernung betrug dabei 800 m.
Während zwischen den drei Raumschiffen Sichtverbindung herrschte, konnten Experimente zur Sichtbarkeit von Raumschiffen und zur optischen Nachrichtenübermittlung durchgeführt werden.

### Schweißen im Weltall
Am 16. Oktober führten Schonin und Kubassow die Schweißarbeiten mit dem Vulkan-Gerät durch. Dieses befand sich im Orbitalmodul, das für die Arbeiten luftleer gemacht wurde. Die Maschine arbeitete dabei vollautomatisch und wurde von Kubassow vom Landemodul aus bedient, die Daten wurden direkt zur Erde gesendet.
Die Kosmonauten führten drei Schweißmethoden durch: Elektronenstrahl-, Niederdruckplasma- und normales Lichtbogenhandschweißen mit einer Elektrode. Als Werkstoffe dienten Titan, Aluminiumlegierungen und rostfreier Stahl. Dies war die erste Materialbearbeitung im Weltraum.
Erst viele Jahre später wurde bekannt, dass die Schweißarbeiten fast zu einer Katastrophe geführt hatten, als ein fehlgerichteter Strahl auf die Trennwand der beiden Sojus-Module traf und dort fast ein Loch hinein brannte. Den Kosmonauten wurde dies erst bewusst, als sie die Materialproben aus dem Orbitalmodul zurück in das Landemodul brachten.

### Landung
Schon kurz nach Ende der Schweißarbeiten wurde die Rückkehr zur Erde durch eine Bremszündung eingeleitet. Sojus 6 landete bei kaltem und windigem Wetter um 09.52 Uhr UTC in der Steppe von Kasachstan. Als ein Hubschrauber 10 Minuten später eintraf, hatten Schonin und Kubassow die Landekapsel bereits selbstständig verlassen.

## Auswirkungen
Offiziell wurde der Dreifachflug als Erfolg gewertet, eine Kopplung oder gar ein Umstieg war öffentlich nie als Ziel ausgegeben worden. Intern war jedoch klar, dass die Mission ein Fehlschlag war. Als Erfolg konnten die Schweißarbeiten in der Schwerelosigkeit gewertet werden. Ähnliche Versuche wurden 1984 von den Kosmonauten Dschanibekow und Sawizkaja außerhalb der Raumstation Saljut 7 durchgeführt.

## Sonstiges
Die Fotografien, die während der Mission aufgenommen wurden, wurden bisher nicht veröffentlicht.